# Megacyllene spinifera
Megacyllene spinifera es una especie de escarabajo longicornio del género Megacyllene, tribu Clytini, subfamilia Cerambycinae. Fue descrita científicamente por Newman en 1840.

## Descripción
Mide 11,4-25 milímetros de longitud.

## Distribución
Se distribuye por Argentina, Bolivia, Brasil, Chile, Paraguay y Uruguay.